# 旅顺监狱旧址
旅顺监狱旧址，位于辽宁省大连市旅顺口区市区北部，现为“旅顺日俄监狱旧址博物馆”，是俄罗斯帝国和大日本帝国统治旅顺时建立的一座监狱，1902年由俄罗斯帝国始建，1907年由大日本帝国扩建，1945年苏军进入旅大后解体。监狱主要关押当时满洲和朝鲜的抗日活动组织和参与者，也有苏联、埃及乃至日本国内的反战人士，据称1906至1936年间累计关押近2万人，而1942年到1945年8月间有大约700多名革命及反抗人士在此牺牲。1971年7月，监狱修复后改为陈列馆向公众开放。1988年中华人民共和国国务院公布为第三批全国重点文物保护单位。

## 历史

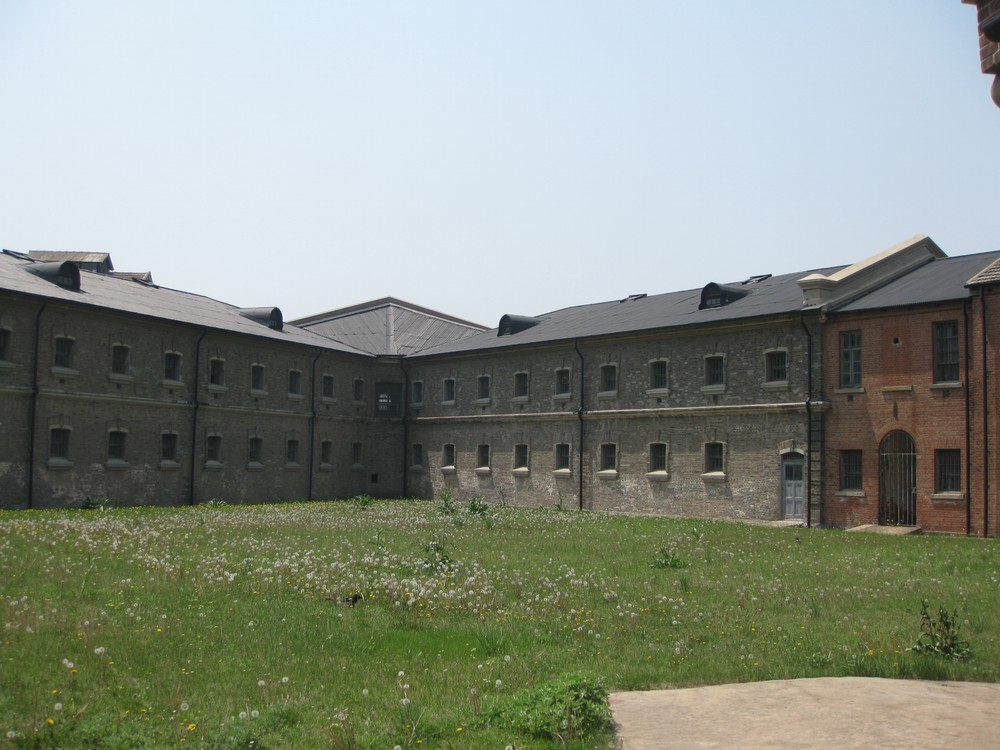
牢房楼

旅顺监狱于1902年始建，当时建有办公楼和85间青砖牢房（灰色建筑部分）。1904至1905年临时作为日俄战争的野战医院和骑兵营。战争结束后，1907年11月，日本改为关东都督府监狱本属，由驻满特命全权大使管理并进行扩建，牢房扩充至253间，并增加病房、验身室、暗牢、工场等附属设施。1920年更名为關東廳监狱，并再次扩大监狱面积，新开窑场、菜地、林场，建看守训练所等。1934年更名为旅顺刑务所。1945年8月15日日本投降，旅顺监狱解体。

## 建筑
监狱四周砌筑有红砖围墙，高4米、长725米。围墙内面积2.6万平方米，有各种牢房275间，可同时关押2000多人。除牢房外，围墙内还有检身室、刑讯室、绞刑室，以及使用犯人进行生产的机械、印刷、被服、制鞋等工厂。监狱围墙外还有强迫被关押者劳动的窑场、林场、果园、菜地等。总占地22.6万平方米。

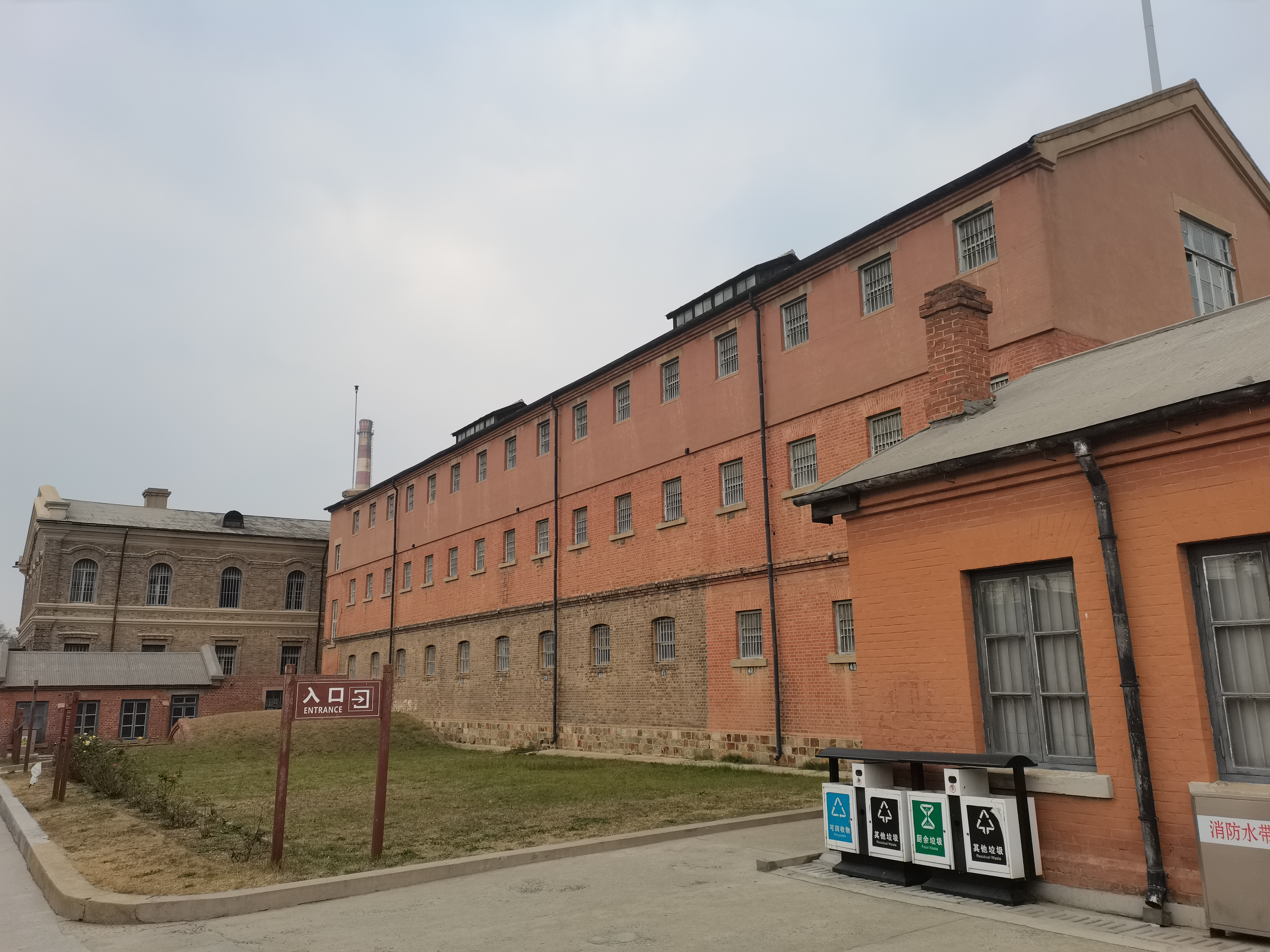
监狱建筑

监狱办公楼亦是入口，位于监狱西南角。从入口进入，则是监狱主体——牢房楼，位于监狱西部。牢房楼分两层，呈向西北、东北、正东三个方向伸展的三叉，略呈“大”字形。东牢房尽头是检身室。牢房楼中间汇合部位为青砖，系沙俄时期修建；外围延展部分则由红砖砌成，是1907年日本扩建的253间。三面牢房的交汇处设有一座看守台，走廊的上下层之间又安装铁网，从看守台即可同时监视三个方向的上下两层牢房。交汇处还设有“教诲室”，实际上是对犯人进行刑讯逼供的地方。在监狱楼南部下层还单独修建了四间暗牢，每间仅2.4平方米，里面完全没有光线，仅留有一个内大外小的圆形观察孔供看守监视用，专门用来关押敢于反抗的关押者。

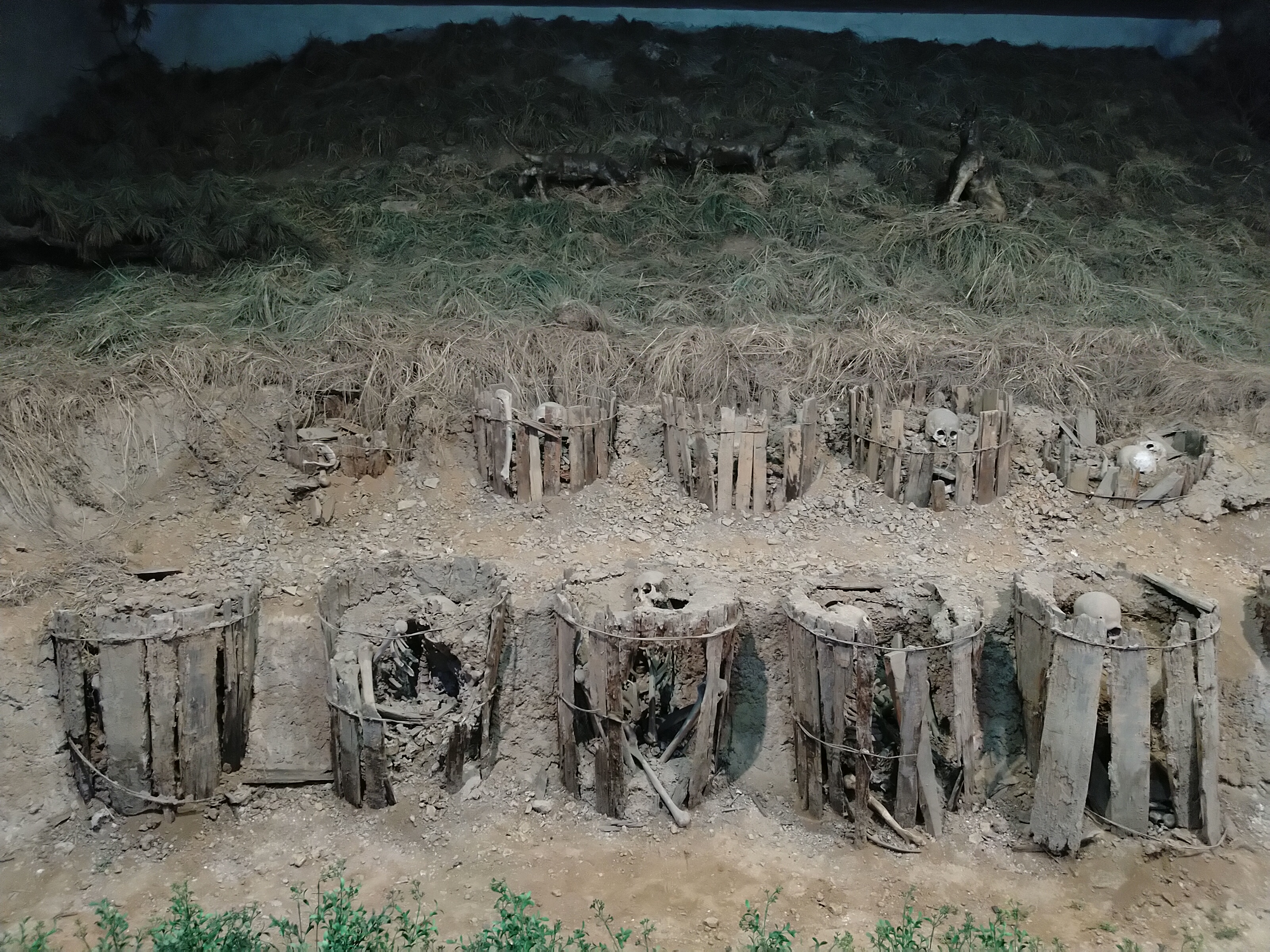
尸骨桶

监狱东部为各个工厂。监狱东北角上设有一所单间的绞刑室，分为两层，上层为执行绞刑处，被绞死的人顺着暗板洞下放到一楼，尸体被蜷塞进事先准备好的木桶里，以示犯人即使生前未屈服，也要在死后屈服，钉上桶盖，让其他犯人抬到指定墓地埋掉。后期因死刑犯数量大幅增加，木桶严重缺乏，便将木桶改为活底，抬到墓地后尸体从木桶中掉出，木桶则重复利用。先后共有三个指定墓地。
2009年10月24日，即朝鲜族义士安重根在中国哈尔滨站刺杀日本朝鲜统监伊藤博文一百周年纪念日（2009年10月26日）前夕，旅顺日俄监狱旧址博物馆内开设安重根展示馆，光复会和大连大学联合举行安重根展示馆开馆仪式，并于2009年10月26日在此举行“哈尔滨义举一百周年”纪念活动。旅顺监狱是安重根1909年刺杀伊藤博文后，从被捕到被处决之前遭到关押五个月的地点。安重根展示馆位于旅顺日俄监狱旧址博物馆内的两个展厅，总面积达600平米，包括展出安重根抗日斗争事迹的展室、安重根遭日本杀害的刑场、祭奠安重根抗日精神的悼念室。展室内展出安重根独立运动史料、报道、安重根半身像、勋章、抄写的绝笔等等，悼念室设有播放安重根生平视频的大屏幕及献花空间。

## 历任典狱长
根据馆内讲解看板，该监狱历任典狱长如下：
| 任职时间      | 姓名       |
| ------------- | ---------- |
| 1907年-1913年 | 栗原贞吉   |
| 1913年-1917年 | 东畑英夫   |
| 1917年-1923年 | 渡边友次郎 |
| 1923年-1927年 | 三谷贞吉   |
| 1927年-1929年 | 町田德次郎 |
| 1929年-1930年 | 峰岸安太郎 |
| 1930年-1933年 | 永田正三助 |
| 1933年-1939年 | 宫崎德安   |
| 1939年-1943年 | 十河竹次郎 |
| 1943年-1945年 | 田子仁郎   |

## 历代囚犯
韩国独立运动家：安重根，申彩浩，李会荣，崔兴植，柳相根

## 寻找安重根遗骸

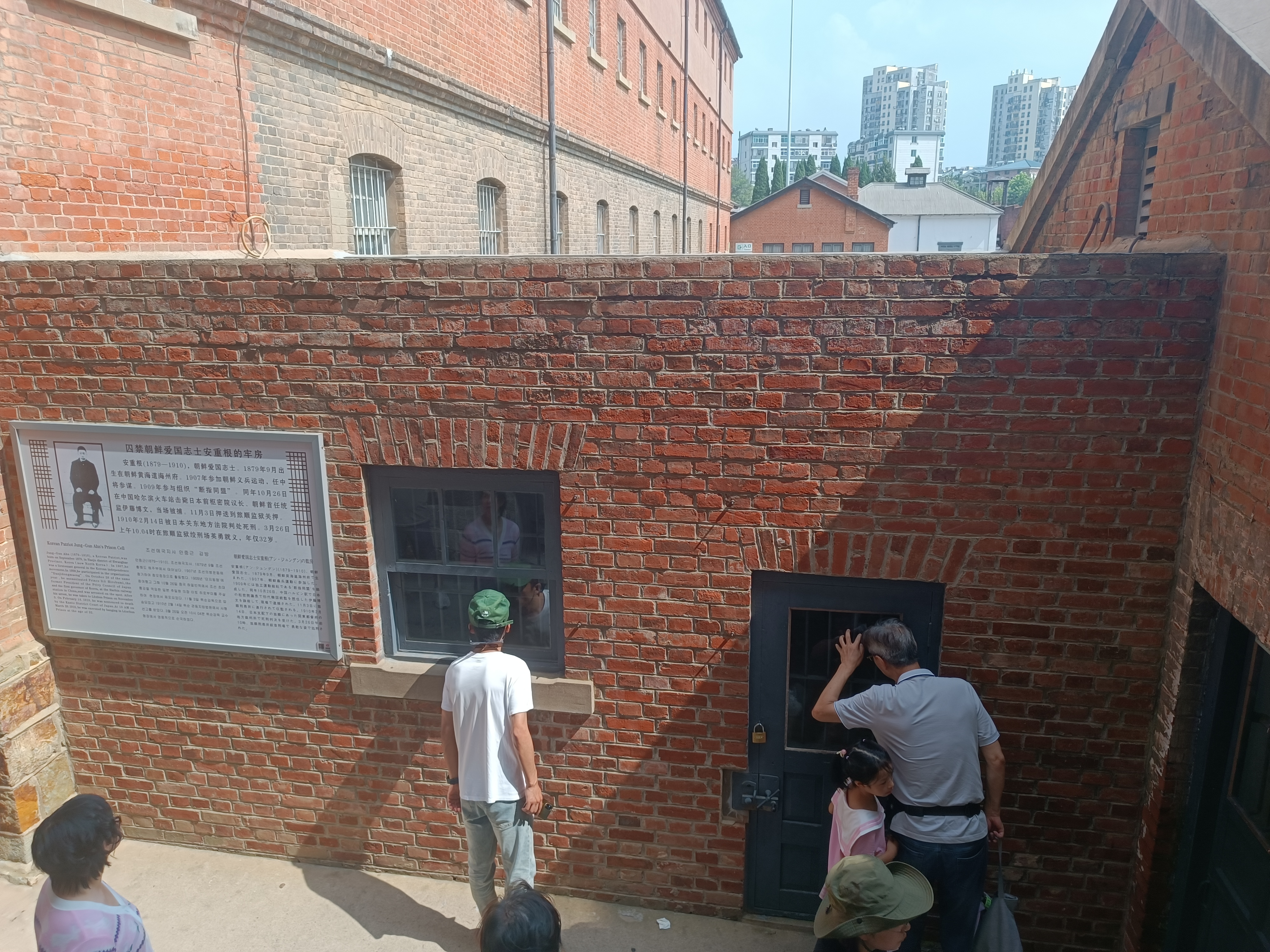
囚禁安重根的牢房

1909年10月26日，朝鲜爱国人士安重根在哈尔滨刺杀了第一任日本驻朝鲜统监伊藤博文，次年3月26日在此就义。当时他曾留下遗言称朝鲜国权恢复后要把他葬回本国，但当时并无他埋葬位置的确切资料。多年来，朝鲜和韩国双方均希望找到安重根的遗体。韩国政府一直认为安重根较为可能被埋在旅顺监狱后山。2006年6月，朝韩双方共同调查后也推测遗骸埋在此地的可能性较大，但此事牵涉三国，涉及面过广，挖掘工作并未进行。2008年，当地正在进行建楼的准备工作，于是韩方希望中国当局配合发掘工作，中方作出正面回应并进行协助，但最终毫无收获。此后，韩方认为遗骸可能埋在监狱以东500米的一座山上，此地曾挖掘出大量1910至1920年间的囚犯尸体。朝鲜此前也曾在该地进行过寻找工作，但最终放弃。然而，有关安重根埋葬地的说法大多缺乏较严谨的证据，为相关活动增加了难度。

## 相关链接
- 旅顺日俄监狱旧址官方网站